# Copelatus basilewskyi
Copelatus basilewskyi är en skalbaggsart som beskrevs av Bilardo och Pederzani 1979. Copelatus basilewskyi ingår i släktet Copelatus och familjen dykare. Inga underarter finns listade i Catalogue of Life.